# 宮里政玄
宮里 政玄（みやざと せいげん、1931年（昭和6年）9月10日 - 2019年（平成31年）4月8日）は、日本の国際政治学者。琉球大学名誉教授。専門は、アメリカ外交史・日米関係。沖縄に関するアメリカ公文書などの研究の権威として知られる。

## 経歴
1931年、沖縄県国頭郡今帰仁村に生まれる。沖縄県立第三中学校（現在の沖縄県立名護高等学校）在学中に沖縄戦を迎えた。琉球大学を中退し、アメリカ合衆国のマスキンガム大学へと留学した。その後は琉球銀行勤務を経て、1957年（昭和32年）に再び渡米してオハイオ州立大学大学院に留学し、インドネシアやベトナムなどに対するアメリカのアジア外交や統治政策を学修し、1961年（昭和36年）に論文『南アジアの中立主義に対するアメリカ外交 一九四七年から一九五五年』により博士号を取得した。
琉球大学法文学部助教授を経て1968年（昭和43年）に教授に就任、1982年（昭和57年）まで在職した。琉球大学在籍時は戦後資料収集委員会の委員長を務めた。同委員会はアメリカ政府との交渉の末、秘密文書を除いたアメリカの琉球統治に関する資料の収集を成した。また、宮里本人からも退職の際に沖縄関係資料が琉球大学へ寄贈されている。宮里はこれらの資料を基に沖縄県の戦後史を分析し、アメリカ外交の政策決定過程を究明した。また、2011年（平成23年）にはアメリカ研究の為の費用として島嶼地域科学研究所へ寄付を行い、その寄付金は同研究所において「宮里政玄基金」として活用されている。
1982年に新潟の国際大学教授に就任、教授職の他、日米関係研究所の主任研究員や国際関係学研究所に在籍して貿易摩擦の先駆的研究に勤しんだ。1994年（平成6年）には獨協大学法学部教授を務めた。1998年（平成10年）に帰郷してからは、教え子である我部政明琉球大学教授らと共に、沖縄を国際政治の枠組みの中で捉えるべく沖縄対外問題研究会を立ち上げ、同代表を務めた後に同顧問に就任した。
2001年（平成13年）に『日米関係と沖縄』で第29回伊波普猷賞を、2012年（平成24年）には沖縄タイムス賞文化賞をそれぞれ受賞している。
2019年4月8日、多臓器不全のため那覇市内の病院で死去した。87歳没。

## 著書

### 単著
- 『アメリカの沖縄統治』岩波書店、1966年2月。NDLJP:9581374。
- 『アメリカの対外政策決定過程』（三一書房, 1981年）
- 『アメリカの沖縄政策』（ニライ社, 1986年）
- 『米国通商代表部(USTR)――米通商政策の決定と代表部の役割』（ジャパン・タイムズ, 1989年）
- 『日米関係と沖縄 1945-1972』（岩波書店, 2000年）、オンデマンド版2022年
- 『学問と現実の津梁　戦後沖縄を生きて』（琉球新報社, 2011年）
- 『沖縄VS．安倍政権　沖縄はどうすべきか』（高文研, 2016年）

### 編著
- 『戦後沖縄の政治と法――1945-72年』（東京大学出版会, 1975年）
- 『アジア・太平洋における国際協力――日本の役割』（三嶺書房, 1998年）

### 共編著
- （有賀貞）『概説アメリカ外交史――対外意識と対外政策の変遷』（有斐閣選書, 1983年、新版1998年）
- （渡辺昭夫）『サンフランシスコ講和』（東京大学出版会, 1986年）
- （国際大学日米関係研究所）『日米構造摩擦の研究――相互干渉の新段階を探る』（日本経済新聞社, 1990年）
- （臼井久和）『新国際政治経済秩序と日米関係』（同文舘, 1992年）
- （国際大学日米関係研究所）『アメリカの多元的変化と日本』（同文舘, 1993年）
- （大内浩）『日米関係の再構築――協調と対立をこえて』（同文館, 1993年）
- （国際大学日米関係研究所）『クリントン政権の内政と外交』（同文館, 1994年）
- （新崎盛暉・我部政明）『沖縄「自立」への道を求めて　基地・経済・自治の視点から』（高文研, 2009年）

### 訳書
- P・ウッドリング『アメリカの大学――巨大化の苦悩』（東京大学出版会, 1971年）
- K・J・ホルステイ『国際政治の理論』（勁草書房 現代政治理論叢書, 1972年）
- グレアム・T・アリソン『決定の本質――キューバ・ミサイル危機の分析』（中央公論社, 1977年）
- マイケル・M・ヨシツ『日本が独立した日』（草野厚共訳、講談社, 1984年）
- I・M・デスラー『貿易摩擦とアメリカ議会――圧力形成プロセスを解明する』（日本経済新聞社, 1987年）